# Paderne (Melgaço)
Paderne és una freguesia portuguesa del concelho de Melgaço, amb 13,56 km² de superfície i 1.235 habitants (2001). La seva densitat de població és de 91,1 hab/km².

## Galeria

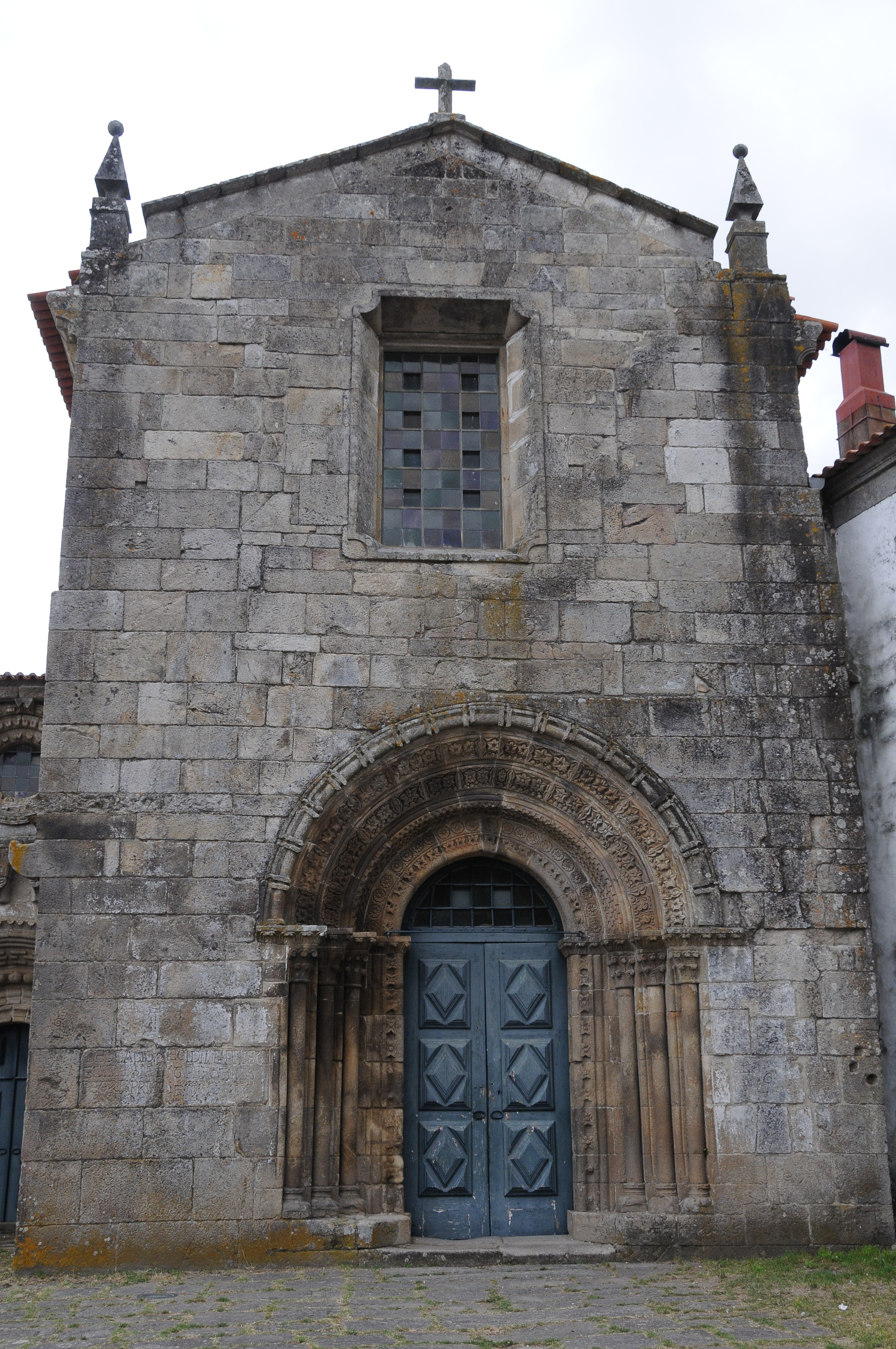
Església de Paderne